# Dodge Sidewinder
De Dodge Sidewinder was een conceptauto van Chrysler onder de merknaam Dodge uit 1997. De sportwagen-cabriolet-pick-up was te zien op de Specialty Equipment Market Association- (SEMA)-beurs van autoaccessoires. Officieel heette de auto Dodge Dakota Sidewinder. In de Sidewinder is de 640 pk/471 kW sterke V10-motor van de Dodge Viper GTS-R geïnstalleerd. De topsnelheid ligt op 274 km/u.